# Кастаньясси, Пауло Роберто
Пауло Роберто Кастаньясси (порт.-браз. Paulo Roberto Castanhassi) (19 октября 1985, Бразилия), более известный как просто Паулиньо — бразильский и российский футболист и игрок в мини-футбол, выступающий за клуб «ИрАэро» и сборную России по мини-футболу.

## Биография
С 2012 года бразильский футболист выступал в Чемпионате России — сперва за мини-футбольный клуб «Мытищи», а с 2015 до 2022 года — за КПРФ, и в составе команды был чемпионом России.
В 2020 году получил российское гражданство.
В 2024 году выступал в клубе «Жау Футзал» (порт.-браз. Jahu Futsal) из своего родного города Жау, в составе которого стал чемпионом города и штата Сан-Паулу по версии LPF. Помимо этого, параллельно выступая за клуб «Мизуно», выиграл чемпионат Внутреннего Сан-Паулу. Сразу же по окончании сезона в Бразилии перешёл в клуб «ИрАэро».

## Достижения
- Чемпион Суперлиги: 2019/2020
- Серебряный призёр Суперлиги: 2018/2019, 2021/2022
- Бронзовый призёр Лиги чемпионов: 2019/2020
- Чемпион штата Сан-Паулу (Лиги Паулиста[порт.]): 2011
- Чемпион Внутреннего Сан-Паулу[порт.]: 2024
- Чемпион штата Сан-Паулу (Лиги Паулиста LPF): 2024